# Fortifications de Wangen
Les fortifications de Wangen sont un monument historique situé à Wangen, dans le département français du Bas-Rhin.

## Localisation
Cette construction est située à Wangen.

## Historique
L'édifice fait l'objet d'une inscription au titre des monuments historiques depuis 1931.
L'édifice fait l'objet d'une inscription au titre des monuments historiques depuis 1992.

## Architecture

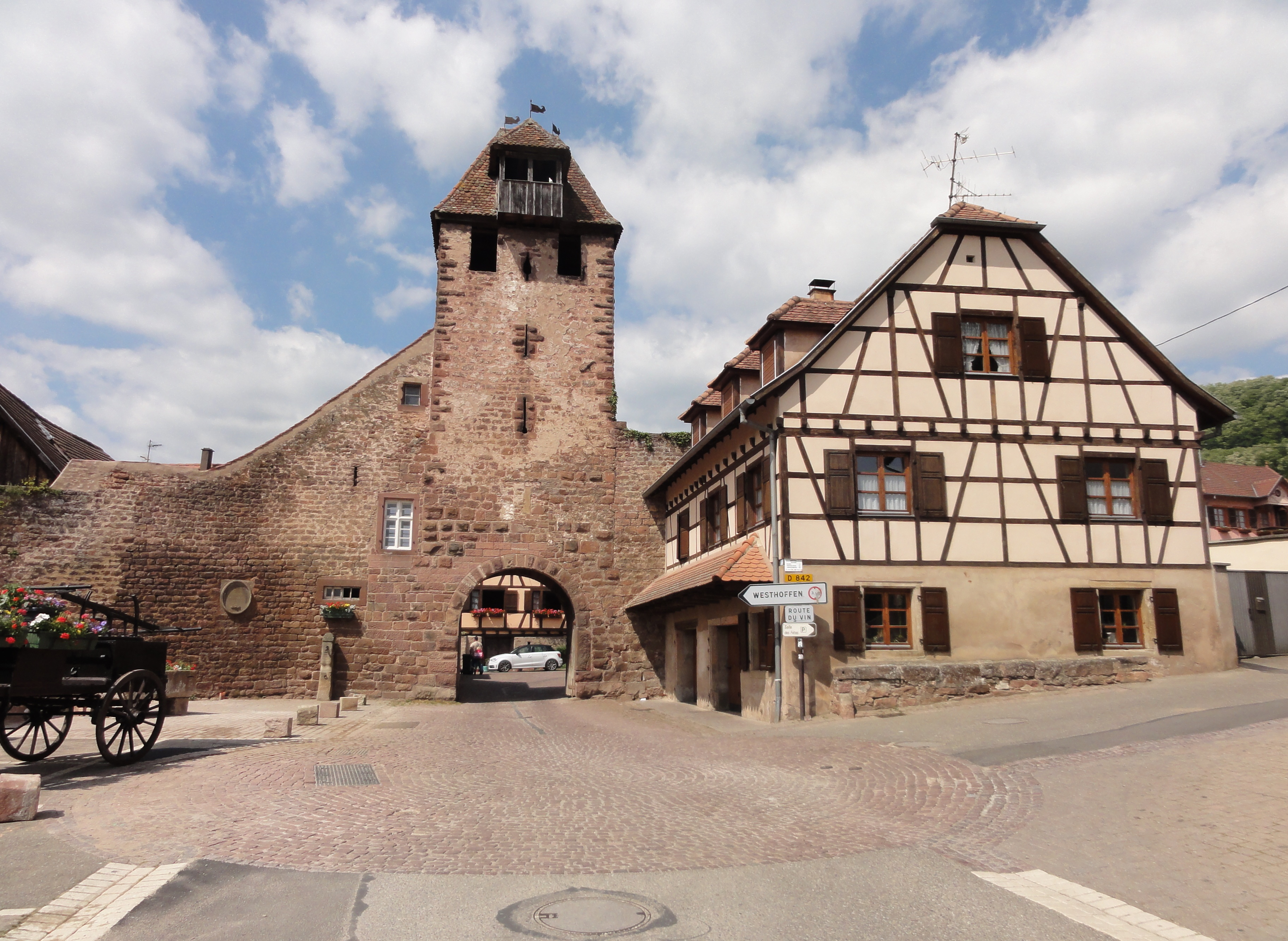
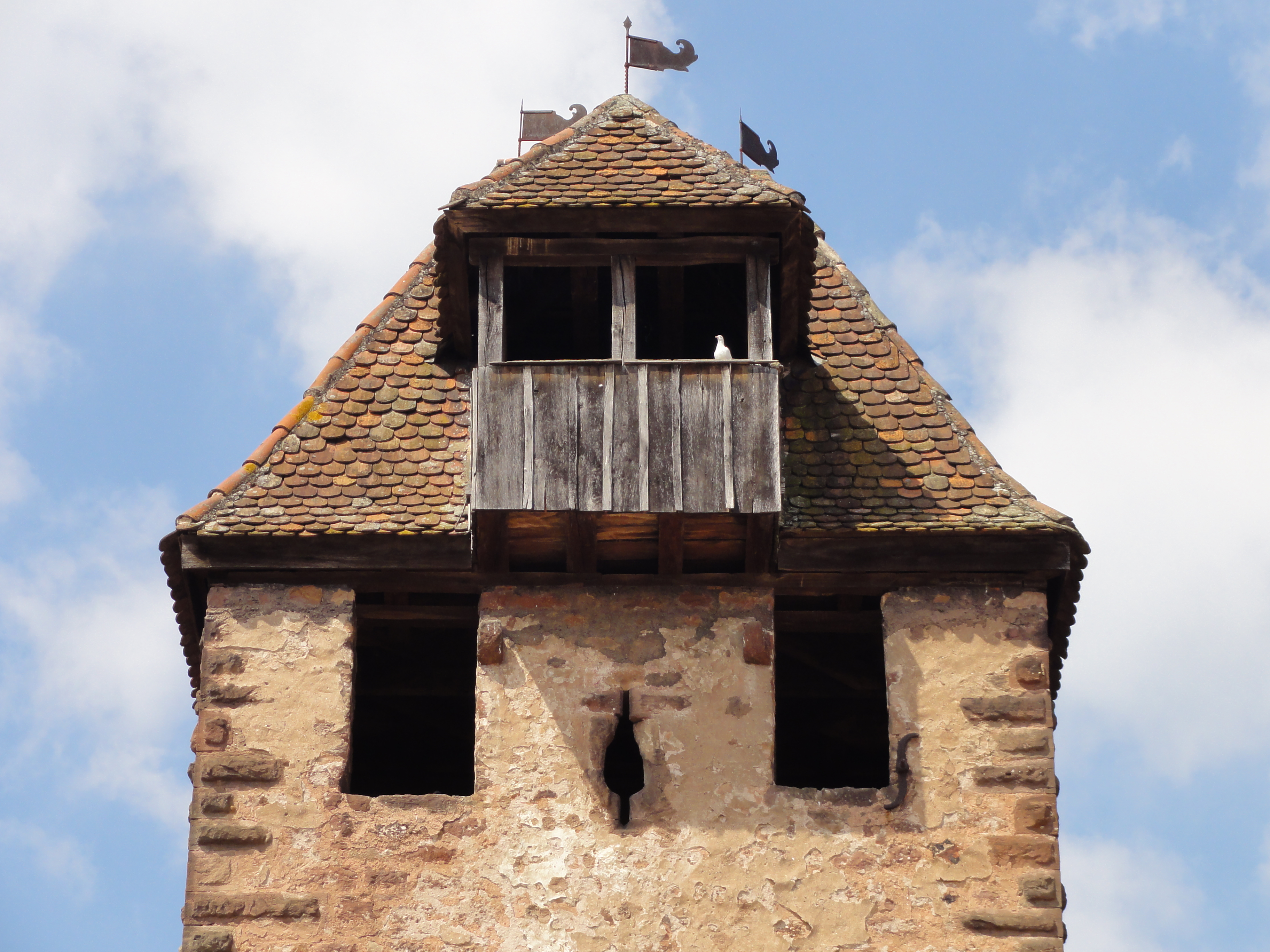
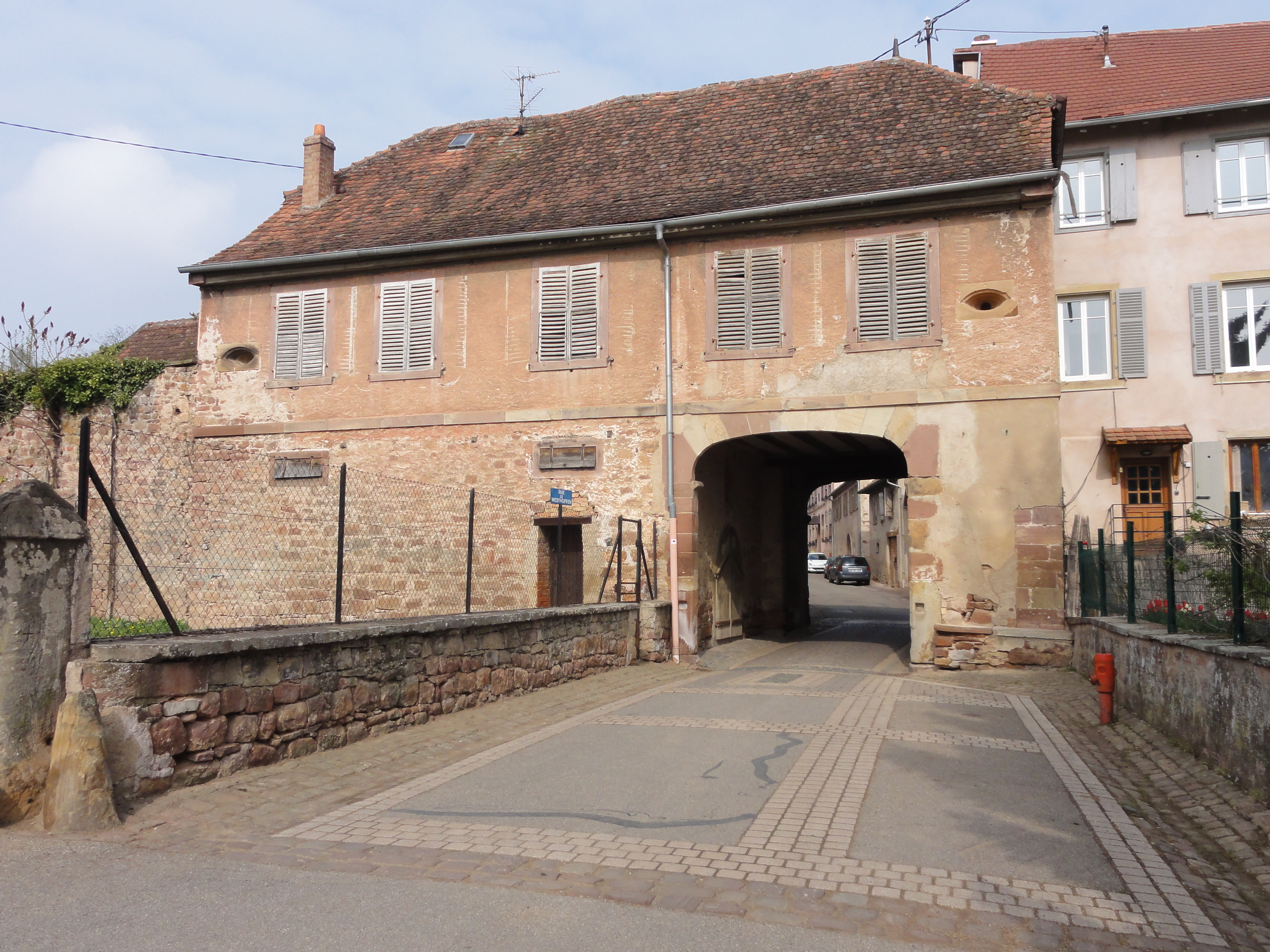